# Francia Könyvtár
A Francia Könyvtár egy 20. század eleji magyar szépirodalmi könyvsorozat volt, amely Theisz Gyula és Matskássy József szerkesztésében a Lampel Róbert (Wodianer F. és Fiai) Cs. és Kir. Udvari Könyvkereskedés kiadásában Budapesten jelent meg 1900 és 1915 között, és a következő köteteket tartalmazta:
- 1. kötet. Racine, Jean. Britannicus. Bevezetéssel és magyarázatokkal ellátta Hofer Károly. (82 l.)
- 2. kötet. Voltaire. Siècle de Louis XIV. Magyarázta dr. Chovancsák István. (X és 118 l.)
- 3. kötet. Mme de Sévignè. Lettres choisies. Bevezetéssel és jegyzetekkel ellátta Kemény Ferenc. (XIV és 80 l.)
- 4. kötet. Töpffer, Rodolphe. Nouvelles Genevoises. Le lac de Gers. Le col d’Anterne. Le grand Saint-Bernard. Magyarázta Ballenegger Henrik. (IV és 96 l.)
- 5. kötet. Augier Emile et Sandeau Jules. Le gendre de monsieur Poirier. Magyarázta Otrok Mihály. (VIII, 88 l.) 1902.
- 6. (1.) kötet. Sandeau. Madeleine. Magyarázta Matskássy József.
- 6. (2.) Chanson de Roland. Trad. du vieux français par Petit de Julleville. Magyarázta: Theisz Gyula. 63 l.
- 7. kötet. Barante. Jeanne D’Arc. Magyarázta dr. Theisz Gyula. (XVIII, 91 l.) 1901.
- 8. kötet. Coppée François. Le passant. Le luthier de Crémone. Magyarázta dr. Szombathy István. (IX, 72 l.) 1902.
- 9. kötet. Chateaubriand. Atala. Magyarázta dr. Huszár Vilmos. (VIII, 86 l.) 1901.
- 10. kötet. Corneille Pirre. Le Cid. Magyarázta dr. Pekár Károly. (XIII, 99 l.) 1901.
- 11. kötet. Racine Jean. Athalie. Magyarázta Téri József. (XII, 99 l.) 1901.
- 12. kötet. Feuillet Octave. Le village. Magyarázta Ballenegger Henrik. (VII, 72 l.) 1901.
- 13. kötet. Voltaire. Zaire. Magyarázatokkal ellátta dr. Gombocz Zoltán. (XV, 89 l.) 1901.
- 14–15. kötet. Scribe et Legouvé. Les doigts de fée. Magyarázta Palóczi Lipót. (XVIII, 149 l.) 1902.
- 16. kötet. Corneille Pierre. Horace. Magyarázta dr. Pekár Károly. (XVI, 92 l.) 1902.
- 17. kötet. Souvestre. Contes. Magyarázta dr. Oláh Béla. (XII, 74 l.) 1902.
- 18. kötet. Daudet Alphonse. Coutes. Magyarázta Ballenegger Henrik. (VIII és 82 l.) 1903.
- 19. kötet. Contes populaires de France. Magyarázta Klimó Mihály. (80 l.) 1903.
- 20. kötet. La Fontaine. Fables. Magyarázta Gross Leopoldina. (XI, 84 l.) 1903.
- 21. kötet. kötet. Analyses des chefs d’oeuvre dramatiques. (Corneille. Molière. Racine.). Szerkesztette és magyarázta Kemény Ferenc. (104 l.) 1903.
- 22. kötet. Hugo Viktor. Poèsies. I. Magyarázta dr. Heller Bernát. (X, 112 l.) 1903.
- 23. kötet. Theuriet. Contes. Magyarázta dr. Horvay Róbert. (VIII, 100 l.) 1904.
- 24. kötet. Voltaire. Siècle de Louis XIV. II. Magyarázta dr. Chovancsák István. (X, 98 l.) 1903.
- 25. kötet. Bouilly. L’Abbé de l’Épée. Comédie historique. Magyarázta dr. Hegedüs Izidor. (XI, 100 l.) 1904.
- 26–27. kötet. Anthologie des poétes francais du XIX-e siècle. I. partie. Magyarázta Binder Jenő. (VIII, 143 l.) 1904.
- 28. kötet. Kármán Mór, dr. Renan. Les sciences de la nature et les sciences historiques. – Berhelot. La science ideale et la science positive. (108 l.) 1906.
- 29. kötet. Poesies hongroises. Előszóval és jegyzetekkel ellátta dr. Kálmán Miksa. (111 l.) 1906.
- 30. kötet. Hugo Victor. Poésies II. Magyarázta dr. Heller Bernát. (VIII, 88 l.) 1908.
- 31–32. kötet. Molière Jean-Baptiste: L’avare. Comédie en 5 actes. Magyarázta: Bartos Fülöp. 1915. XIV, 120 l.
- 33–34. kötet. Sandeau Jules: Madeleine. Magyarázta: Binder Jenő. 1915. IX [3] 143 l.